# Гунхилда Датска
Гунхилда Датска (на немски: Gunhild, Kunigunde, Chunihildis, Chunelinda; * ок. 1019; † 18 юли 1038, Италия) е от 1036 до ранната си смърт през 1038 г. първата съпруга на римско-немския крал и по-късен император Хайнрих III.

## Биография
Родена е ок. 1020 г. Дъщеря е на Кнут Велики (995 – 1035), крал на Англия, Дания и Норвегия, и втората му съпруга Ема Нормандска (987 – 1052). Към края на 1025 г., на 6-годишна възраст, Гунхилда служи като залог за мир между император Конрад II и баща ѝ. Така тя отива в немския двор.
През май 1035 г. тя е сгодена за престолонаследника Хайнрих III от династията на Салиите, син на император Конрад II и Гизела Швабска. Гунхилда се омъжва през 1036 г. на Петдесетница в Нимвеген за Хайнрих III. На сватбата пристига делегация на нейния брат Хардекнут, който вече е наследник на баща им като крал на Дания.
В края на 1037 или началото на 1038 г. Гунхилда ражда в Италия дъщеря:
- Беатрис (* края на 1037 в Италия, † 13 юли 1061), от 1043 г. абатеса в абатство Гандерсхайм и от 1044 г. абатеса в абатство Кведлинбург.

Гунхилда умира на 18 юли 1038 г. в Италия вероятно от малария половин година след раждането на дъщеря им. Тя е закарана и погребана в църквата на манастир Лимбург при Бад Дюркхайм.